# Gmina Janowo
Die Gmina Janowo ist eine Landgemeinde im Powiat Nidzicki der Woiwodschaft Ermland-Masuren in Polen. Ihr Sitz ist das gleichnamige Dorf mit etwa 1050 Einwohnern.

## Geographie

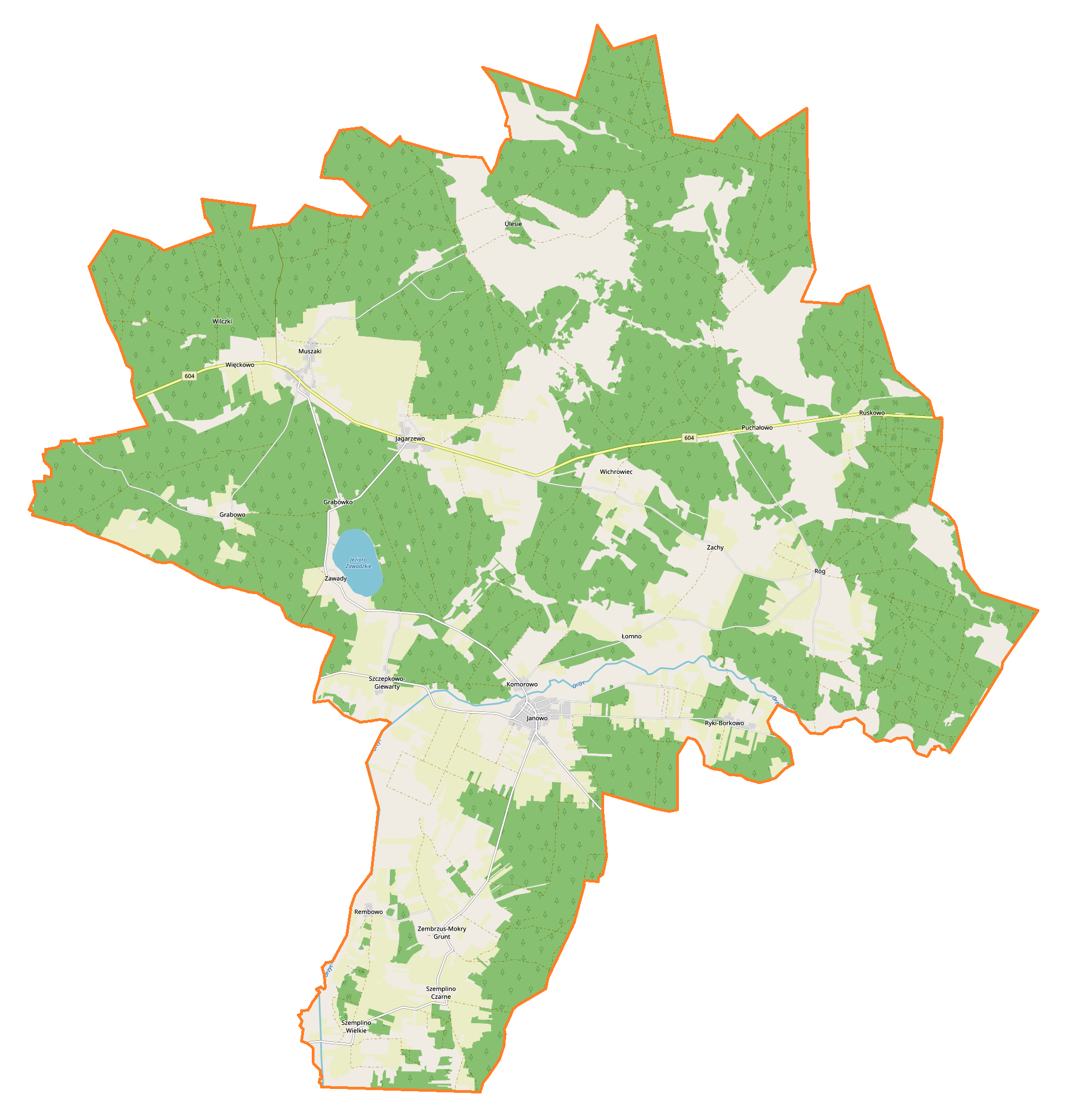
Karte der Gemeinde

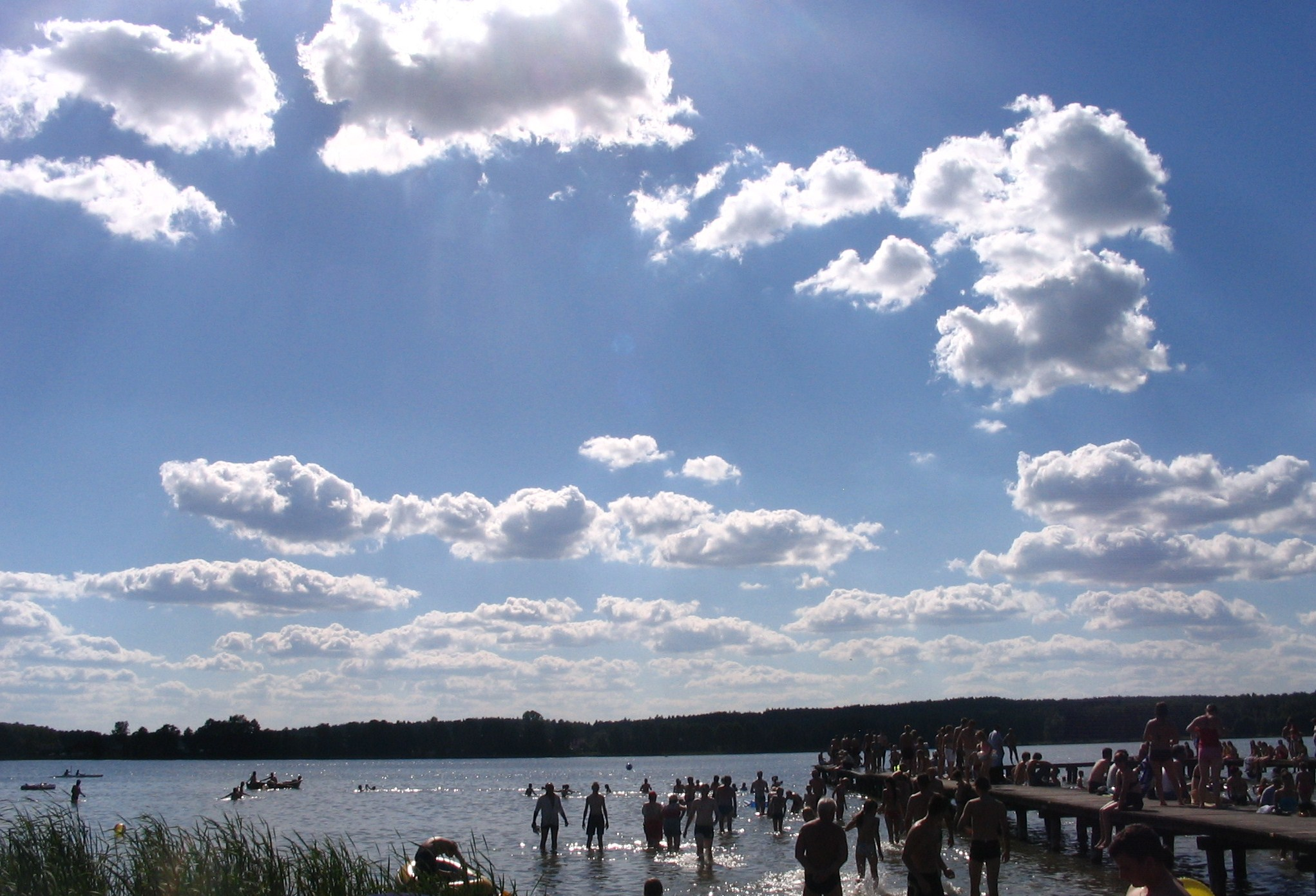
Jezioro Zawadzkie

Die Gemeinde liegt im Südwesten der Woiwodschaft und grenzt an die Woiwodschaft Masowien. Olsztyn (Allenstein) liegt etwa 45 Kilometer nördlich, die Kreisstadt Nidzica (Neidenburg) fünf Kilometer westlich. Nachbargemeinden sind die Gemeinden Janowiec Kościelny im Südwesten, Nidzica im Westen, Jedwabno im Norden und Wielbark im Osten sowie in der Woiwodschaft Masowien Chorzele und Dzierzgowo im Süden.
Die Gemeinde hat eine Fläche von 191,6 km², die zu 32 Prozent land- und zu 50 Prozent forstwirtschaftlich genutzt wird. Einziger See ist der 89 Hektar große Jezioro Zawadzkie (Sawadder See, 1938 in Schönsee umbenannt). Wichtigstes Fließgewässer ist der Orzyc (Orschütz-Fluss) im Süden der Gemeinde.

## Geschichte
Die Landgemeinde wurde 1973 aus verschiedenen Gromadas wieder gebildet. Ihr Gebiet gehörte von 1945 bis 1998 zur Woiwodschaft Warschau im unterschiedlichen Zuschnitt. Der Powiat Przasnyski wurde von 1975 bis 1998 aufgelöst. Zum 1. Januar 1999 kam die Gemeinde zur Woiwodschaft Ermland-Masuren und zum Powiat Nidzicki.

## Gliederung
Zur Landgemeinde (gmina wiejska) Janowo gehören 15 Dörfer (deutsche Namen amtlich bis 1945) mit einem Schulzenamt (sołectwo):
- Jagarzewo (Jägersdorf)
- Janowo
- Komorowo (Camerau, 
1938–1945 Großmuckenhausen)
- Muszaki (Muschaken)
- Rembowo
- Róg (Roggen)
- Ryki-Borkowo
- Szczepkowo-Giewarty
- Szemplino Czarne
- Szemplino Wielkie
- Wichrowiec (Wychrowitz, 1938–1945 Hardichhausen)
- Więckowo (Wientzkowen, 1938–1945 Winsken)
- Zachy (Sachen)
- Zawady (Sawadden, 1938–1945 Herzogsau)
- Zembrzus-Mokry Grunt

Weitere Ortschaften der Gemeinde sind:
- Grabowo (Groß Grabowen, 1938–1945 Großeppingen)
- Grabówko (Klein Grabowen, 1938–1945 Kleineppingen)
- Łomno (Lomno)
- Puchałowo (Puchallowen, 1936–1945 Windau)
- Ruskowo (Reuschwerder)
- Ulesie (Ulleschen)
- Uścianek (Uszannek, 1938–1945 Trotha)
- Zdrojek (Zdrojek, 1938–1945 Künsberg).

## Verkehr
Durch den Norden der Gemeinde führt die Woiwodschaftsstraße 604 von Nidzica (Neidenburg) nach Wielbark (Willenberg).
Der nächste größere internationale Flughafen ist Warschau.
An der Bahnstrecke Nidzica–Wielbark bestanden die Bahnstationen Muszaki (Muschaken) und Puchałowo (Puchallowen).